# Helipterum
Helipterum är ett släkte av familjen korgblommiga växter, med omkring 50 arter i Australien och Kaplandet.
De är ett- eller fleråriga örter, ofta immorteller med torra, hinnaktiga, röda, vita, gula eller brunfärgade holkfjäll. Helipterum (Acroclinium) roseum med vanligen rosenröda, Helipterium corymbiflorum med vita och Helipterium humboldtianum med gula blommor odlad som prydnadsväxter i trädgårdar och är även vanliga som eterneller.